# 弗盧赫特峰
46°53′27.2″N 10°13′38.7″E / 46.890889°N 10.227417°E

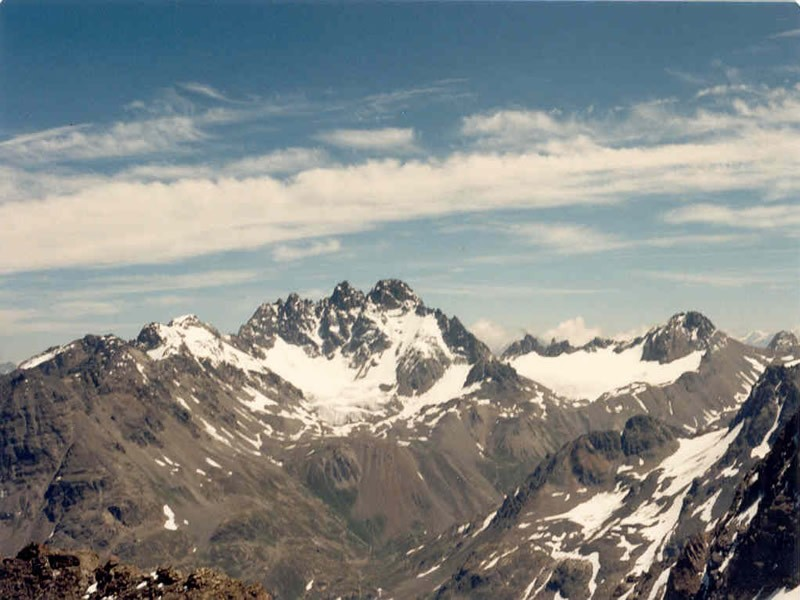

弗盧赫特峰（德語：Fluchthorn），是歐洲的山峰，位於奧地利和瑞士接壤的邊境，屬於錫爾夫雷塔阿爾卑斯山脈的一部分，海拔高度3,399米，人類在1862年首次登上該山峰。